# Regionalliga (německá fotbalová soutěž)
Regionalliga je od sezony 2008/09 čtvrtá nejvyšší ligová úroveň v německém ligovém systému a zároveň první, která není celostátní. Dělí se do pěti regionálních soutěží - bavorské, severní, severovýchodní (bývalá NDR), jihozápadní a západní. Vítězové těchto soutěží a druhý tým jihozápadní regionalligy (protože z toho regionu pochází nejvíce týmů) postupují do kvalifikace o postup do 3. Ligy.
Od roku 1963 do roku 1974 byla Regionalliga druhá nejvyšší divize pod Bundesligou, poté 20 let neexistovala. V roce 1994 byla znovuzavedena jako 3. ligová úroveň. Zpočátku byla dělena na čtyři části (Severní, severovýchodní, Západní/jihozápadní a Jižní), od roku 2000 na dvě (Severní a Jižní). Od sezony 2008/09 se kvůli zavedení 3. Ligy stala čtvrtou nejvyšší soutěží a byla dělena na 3 soutěže. Od sezóny 2012/13 se Regionalliga skládá z 5 soutěží.
Rekord v návštěvnosti: 30 313 diváků, v zápase Alemannia Aachen proti Rot-Weiss Essen (7. února 2015)

## Mistři 1964 – 1974 (2. nejvyšší soutěž)
| Rok  | Sever                  | Západ                    | Jihozápad            | Jih                  | Berlín                  |
| ---- | ---------------------- | ------------------------ | -------------------- | -------------------- | ----------------------- |
| 1964 | FC St. Pauli           | Alemannia Aachen         | Borussia Neunkirchen | KSV Hessen Kassel    | SC Tasmania 1900 Berlin |
| 1965 | Holstein Kiel          | Borussia Mönchengladbach | 1. FC Saarbrücken    | FC Bayern München    | Tennis Borussia Berlin  |
| 1966 | FC St. Pauli           | Fortuna Düsseldorf       | FK Pirmasens         | 1. FC Schweinfurt 05 | Hertha BSC              |
| 1967 | SV Arminia Hannover    | Alemannia Aachen         | Borussia Neunkirchen | Kickers Offenbach    | Hertha BSC              |
| 1968 | SV Arminia Hannover    | Bayer 04 Leverkusen      | SV Alsenborn         | FC Bayern Hof        | Hertha BSC              |
| 1969 | VfL Osnabrück          | Rot-Weiß Oberhausen      | SV Alsenborn         | Karlsruher SC        | Hertha Zehlendorf       |
| 1970 | VfL Osnabrück          | VfL Bochum               | SV Alsenborn         | Kickers Offenbach    | Hertha Zehlendorf       |
| 1971 | VfL Osnabrück          | VfL Bochum               | Borussia Neunkirchen | 1. FC Nürnberg       | SC Tasmania 1900 Berlin |
| 1972 | FC St. Pauli           | Wuppertaler SV           | Borussia Neunkirchen | Kickers Offenbach    | Wacker 04 Berlin        |
| 1973 | FC St. Pauli           | Rot-Weiss Essen          | 1. FSV Mainz 05      | SV Darmstadt 98      | Blau-Weiß 90 Berlin     |
| 1974 | Eintracht Braunschweig | SG Wattenscheid 09       | Borussia Neunkirchen | FC Augsburg          | Tennis Borussia Berlin  |

## Mistři 1994 – 2008 (3. nejvyšší soutěž)

### 1994 – 2000: Regionalliga ve čtyřech skupinách
| Rok  | Sever         | Západ/Jihozápad     | Jih                 | Severovýchod           |
| ---- | ------------- | ------------------- | ------------------- | ---------------------- |
| 1995 | VfB Lübeck    | Arminia Bielefeld   | SpVgg Unterhaching  | FC Carl Zeiss Jena     |
| 1996 | VfB Oldenburg | FC Gütersloh        | Stuttgarter Kickers | Tennis Borussia Berlin |
| 1997 | Hannover 96   | SG Wattenscheid 09  | 1. FC Nürnberg      | FC Energie Cottbus     |
| 1998 | Hannover 96   | Rot-Weiß Oberhausen | SSV Ulm 1846        | Tennis Borussia Berlin |
| 1999 | VfL Osnabrück | Alemannia Aachen    | SV Waldhof Mannheim | Chemnitzer FC          |
| 2000 | VfL Osnabrück | 1. FC Saarbrücken   | SSV Reutlingen 05   | 1. FC Union Berlin     |

### 2000 – 2008: Regionalliga ve dvou skupinách
| Rok  | Sever                  | Jih                   |
| ---- | ---------------------- | --------------------- |
| 2001 | 1. FC Union Berlin     | Karlsruher SC         |
| 2002 | VfB Lübeck             | SV Wacker Burghausen  |
| 2003 | FC Erzgebirge Aue      | SpVgg Unterhaching    |
| 2004 | Rot-Weiss Essen        | FC Bayern München (A) |
| 2005 | Eintracht Braunschweig | Kickers Offenbach     |
| 2006 | Rot-Weiss Essen        | FC Augsburg           |
| 2007 | FC St. Pauli           | SV Wehen              |
| 2008 | Rot Weiss Ahlen        | FSV Frankfurt         |

## Mistři 2008 – dosud (4. nejvyšší soutěž)

### 2008 – 2012: Regionalliga ve třech skupinách
| Rok  | Sever            | Západ                | Jih                 |
| ---- | ---------------- | -------------------- | ------------------- |
| 2009 | Holstein Kiel    | Borussia Dortmund II | 1. FC Heidenheim    |
| 2010 | SV Babelsberg 03 | 1. FC Saarbrücken    | VfR Aalen           |
| 2011 | Chemnitzer FC    | Preußen Münster      | SV Darmstadt 98     |
| 2012 | Hallescher FC    | Borussia Dortmund II | Stuttgarter Kickers |

### 2012 – dosud: Regionalliga v pěti skupinách
| Rok  | Sever                  | Severovýchod       | Západ                       | Jihozápad               | Bavorsko             |
| ---- | ---------------------- | ------------------ | --------------------------- | ----------------------- | -------------------- |
| 2013 | Holstein Kiel          | RB Leipzig         | Sportfreunde Lotte          | KSV Hessen Kassel       | TSV 1860 München II  |
| 2014 | VfL Wolfsburg II       | TSG Neustrelitz    | SC Fortuna Köln             | SG Sonnenhof Großaspach | FC Bayern München II |
| 2015 | Werder Bremen II       | 1. FC Magdeburg    | Borussia Mönchengladbach II | Kickers Offenbach       | Würzburger Kickers   |
| 2016 | VfL Wolfsburg II       | FSV Zwickau        | Sportfreunde Lotte          | SV Waldhof Mannheim     | SSV Jahn Regensburg  |
| 2017 | SV Meppen              | FC Carl Zeiss Jena | FC Viktoria Köln            | SV Elversberg           | SpVgg Unterhaching   |
| 2018 | SC Weiche Flensburg 08 | FC Energie Cottbus | KFC Uerdingen 05            | 1. FC Saarbrücken       | TSV 1860 München     |